# Килиан Мбапе
Килиан Мбапе Лотин (на френски: Kylian Mbappé Lottin) е френски футболист, нападател на испанския Реал Мадрид и капитан на френския национален тим, известен със своята скорост, дрибъл и завършващ удар. Смятан е за един от най-добрите играчи в света.
Роден в Париж и израснал в близкия Бонди, Мбапе стартира клубната си кариера през 2015 г., играейки за Монако, където печели титлата в Лига 1. През 2017 г., на 18 години, Мбапе подписва с Пари Сен Жермен при евентуален постоянен трансфер на стойност €180 милиона, което го прави втория най-скъп играч и най-скъпия тийнейджър в историята на футбола. С екипа на парижани той спечели пет титли от Лига 1 и три купи на Франция, включително домашен куадрупъл през сезон 2019/20, успява да изведе клуба и до първият му финал в Шампионската Лига на УЕФА през 2020 г. Печели и лигата на нациите през 2021 г.
На международно равнище звездата му изгрява на Световното първенство в Русия, където става шампион, освен това Мбапе се превръща в най-младия френски играч, отбелязал гол на световно първенство и втория тийнейджър след Пеле, който вкарва на финал на световно. Килиан печели и наградата за най-добър млад играч на турнира. Четири години по-късно, на Световното първенство в Катар, Мбапе отново е част от националния отбор на Франция, като печели „златната обувка“ на турнира с реализирани 8 гола и взима „сребърната топка“. На финала срещу Аржентина вкарва хеттрик и се превръща в играча с най-много голове на световни финали в историята – 4. 
Включван в идеалния отбор за годината на ФИФА (2018, 2019), на УЕФА (2018) и на шампионската лига (2017, 2020, 2021, 2022). Печели наградата „златно момче“ за 2017 г. и е избиран за най-добър във Франция три пъти. Мбапе е най-скъпоплатеният играч в Европа.

## Кариера

### Юношески години
Роден в Париж, Мбапе започва да тренира футбол в школата на Бонди, където неговият баща е треньор. Година по-късно се премества в Клерфонтен. Големият му талант не остава незабелязан, и преминава пробни периоди във Валенсия и Реал Мадрид, но до договор не се стига. През 2013 година става част от академията на Монако.

### Монако
Започва професионалната си футболна кариера в АС Монако, като дебютира за представителния тим на „монегаските“ на 2 декември 2015 г., когато влиза като резерва в мач срещу Кан. Тогава той е едва на 16 години и 347 дни, което го прави най-младият дебютант в историята на френския футбол.
На 20 февруари 2016 година, на възраст от 17 години и 62 дни, бележи и първия си гол за отбора от княжеството, при победа с 3:1 срещу Троа, с което става и най-младият голмайстор в клубната история.
Бележи първия си хеттрик на 14 декември 2016 г., по време на мач за Купата на Франция срещу Рен. За пръв път за първенството реализира три попадения в един мач на 11 февруари 2017, при домакинска победа срещу Мец. С екипа на „монегаските“ печели титлата в Лига 1.
Първия си гол в Шампионската лига бележи на 21 февруари 2017 г., при гостуване на Манчестър Сити от 1/8-финалната фаза на турнира. На 15 март бележи още един гол срещу „Гражданите“, с което помага на отбора си да продължи към 1/4-финалите.

### Пари Сен Жермен
На 29 август 2017 г. преминава в Пари Сен Жермен, първоначално под наем. През лятото на 2018 г. е привлечен за постоянно срещу сумата от €145 млн. + €35 млн. под формата на различни бонуси, което го прави втория най-скъп играч в историята след Неймар и най-скъпия тийнейджър в историята на футбола.
На 8 септември 2017 г. в дебютния си мач отбелязва гол за „парижани“ при победата над Метц с 5:1. Четири дни по-късно, Мбапе записва първият си гол в Шампионската лига за парижани при 5:0 в груповата фаза, побеждавайки Селтик. Той вкарва и при победата с 3:0 над Байерн Мюнхен. На 6 декември отбелязва 10-ия си гол на Шампионската лига при победа с 3:1 над Байерн Мюнхен и става най-младият играч, който постига този успех на 18 години и 11 месеца. Печели първата си титла в клуба на 8 май 2018 г.
С „парижани“ Мбапе става шампион на Франция 4 пъти, печели купата на Франция 3 пъти, извежда клуба до техният първи финал в шампионската лига през 2020 г. и до момента е вторият най-добър реализатор в историята на ПСЖ.

### Реал Мадрид
На 3 юни 2024 г. Реал Мадрид обяви, че Мбапе е подписал петгодишен договор с клуба, два дни след триумфа на клуба срещу Борусия Дортмунд във финала на шампионската лига, слагайки край на дългоочакваната седемгодишна трансферна сага. Трансферът му в Реал Мадрид беше обект на интензивни спекулации и преговори, отразяващи статута му на един от най-търсените играчи във футбола. След съобщението Мбапе изрази вълнението си в социалните медии, заявявайки: „Това е сбъдната мечта. Толкова щастлив и горд да се присъединя към клуба на моите мечти... Никой не може да разбере колко съм развълнуван в момента!“

## Национален отбор
Мбапе е европейски шампион с младежкия национален отбор до 19 години през 2016 г., като отбелязва 5 гола и заема второ място в листата на голмайсторите.
През 2017 г., когато е на 18 години, се присъединява към основния отбор на Франция. Дебютира в мач срещу Люксембург на 25 март 2017 година, което го прави вторият най-млад дебютант за „Петлите“. На 31 август 2017 г. Мбапе вкарва първия си гол за Франция в мач от световните квалификации срещу Холандия.

### Световно първенство 2018
На 17 май 2018 г. Мбапе е повикан в националния отбор за Световно първенство по футбол в Русия през 2018 г. На 21 юни 2018 г. той вкарва първия си гол на Мондиал при френската победа с 1:0 над Перу. Това го прави най-младият френски голмайстор в историята на Световната купа на 19 години. На 30 юни 2018 г. е обявен за играч на мача при победата с 4:3 над Аржентина, като отбелязва на два пъти и спечелва дузпа, в резултат на което Антоан Гризман открива резултата. Мбапе е вторият тийнейджър, който вкарва 2 гола в мач на световно първенство след Пеле през 1958 г. В пресконференция, Мбапе заявява: „Ласкателство е да си втори след Пеле, но нека да включим нещата в контекст – Пеле е в друга категория.“
На 15 юли 2018 г. Мбапе отбелязва от 25 метра срещу Хърватия на финала за Световната купа, където Франция печели с 4:2. Той става втори тийнейджър, след Пеле, който отбелязва гол във финал за Световната купа и с четири гола в турнира получава наградата за най-добър млад играч на Световното първенство по футбол. Пеле го поздравява в социалните мрежи с „добре дошъл в клуба“.

## Личен живот
Бащата на Мбапе, футболен треньор, е от Камерун, а майка му, бивша хандбалистка – от Алжир. Брат му е също професионален футболист, и играе за Ал-Насър (ОАЕ).
Идол на Мбапе е Кристиано Роналдо. От малък той е фен на Реал (Мадрид).

## Медии и спонсорство
Мбапе сключва спонсорска сделка с доставчика на спортни облекла и оборудване Nike. През 2017 г. неговият великолепен талант, кара Nike да стартира производство на негови собствени футболни бутонки на 18-годишна възраст, Kylian Mbappé Nike Hypervenom 3. През 2018 г. той разкрива бутонките Nike Mercurial Superfly VI, които са вдъхновени от R9 Mercurial на бившия бразилски нападател Роналдо.
Мбапе присъства в играта на EA Sports – FIFA 18, където той е с най-висок рейтинг потенциал от 94. Неговият начин на отпразнуване на гол – с ръце, пъхнати под мишниците му, е вдъхновен от по-малкия му брат Етан, който празнува по този начин, когато побеждава Килиан Мбапе на играта FIFA.

## Статистика

### Клубна
Информацията е актуална към 8 юни 2024 г.
| Клуб            | Сезон             | Шампионат | Шампионат | Купа   | Купа   | Купа на Лигата | Купа на Лигата | Европа | Европа | Други  | Други  | Общо   | Общо   |
| Клуб            | Сезон             | Мачове    | Голове    | Мачове | Голове | Мачове         | Голове         | Мачове | Голове | Мачове | Голове | Мачове | Голове |
| --------------- | ----------------- | --------- | --------- | ------ | ------ | -------------- | -------------- | ------ | ------ | ------ | ------ | ------ | ------ |
| Монако Б        | 2015/16           | 10        | 2         | —      | —      | —              | —              | —      | —      | —      | —      | 10     | 2      |
| Монако Б        | 2016/17           | 2         | 2         | —      | —      | —              | —              | —      | —      | —      | —      | 2      | 2      |
| Монако Б        | Общо              | 12        | 4         | —      | —      | —              | —              | —      | —      | —      | —      | 12     | 4      |
| АС Монако       | 2015/16           | 11        | 1         | 1      | 0      | 1              | 0              | 1      | 0      | —      | —      | 14     | 1      |
| АС Монако       | 2016/17           | 29        | 15        | 3      | 2      | 3              | 3              | 9      | 6      | —      | —      | 44     | 26     |
| АС Монако       | 2017/18           | 1         | 0         | 0      | 0      | 0              | 0              | 0      | 0      | 1      | 0      | 2      | 0      |
| АС Монако       | Общо              | 41        | 16        | 4      | 2      | 4              | 3              | 10     | 6      | 1      | 0      | 60     | 27     |
| Пари Сен Жермен | 2017/18           | 27        | 13        | 5      | 4      | 4              | 0              | 8      | 4      | —      | —      | 44     | 21     |
| Пари Сен Жермен | 2018/19           | 29        | 33        | 4      | 2      | 2              | 0              | 8      | 4      | —      | —      | 43     | 39     |
| Пари Сен Жермен | 2019/20           | 20        | 18        | 2      | 4      | 3              | 2              | 7      | 5      | 1      | 1      | 33     | 30     |
| Пари Сен Жермен | 2020/21           | 31        | 27        | 5      | 7      |                |                | 10     | 8      | 1      | 0      | 47     | 42     |
| Пари Сен Жермен | 2021/22           | 35        | 28        | 3      | 5      |                |                | 8      | 6      |        |        | 46     | 39     |
| Пари Сен Жермен | 2022/23           | 34        | 29        | 1      | 5      |                |                | 8      | 7      |        |        | 43     | 41     |
| Пари Сен Жермен | 2023/24           | 29        | 27        | 6      | 8      |                |                | 12     | 8      | 1      | 1      | 48     | 44     |
| Пари Сен Жермен | Общо              | 205       | 175       | 27     | 35     | 9              | 2              | 64     | 42     | 3      | 2      | 308    | 256    |
| Реал Мадрид     | 2024/25           | 0         | 0         | 0      | 0      | 0              | 0              | 0      | 0      | —      | —      | 0      | 0      |
| Реал Мадрид     | Общо              | 0         | 0         | 0      | 0      | 0              | 0              | 0      | 0      | 0      | 0      | 0      | 0      |
| Реал Мадрид     | Общо за кариерата | 258       | 195       | 31     | 37     | 13             | 5              | 74     | 48     | 4      | 2      | 380    | 287    |

### Национален отбор
| Национален отбор | Година | Мачове | Голове |
| ---------------- | ------ | ------ | ------ |
| Франция          | 2017   | 10     | 1      |
| Франция          | 2018   | 18     | 9      |
| Франция          | 2019   | 6      | 3      |
| Франция          | 2020   | 5      | 3      |
| Франция          | 2021   | 14     | 8      |
| Франция          | 2022   | 13     | 12     |
| Франция          | 2023   | 9      | 10     |
| Франция          | 2024   | 2      | 0      |
| Общо             | Общо   | 77     | 46     |

## Успехи

### Отборни
Монако
- Лига 1 (1) – 2016/17

Пари Сен Жермен
- Лига 1 (6) – 2017/18, 2018/19, 2019/20, 2021/22, 2022/23, 2023/24
- Купа на Франция (4) – 2017/18, 2019/20, 2020/2021, 2023/24
- Купа на Лигата на Франция (2) – 2017/18, 2019/20
- Суперкупа на Франция (3) – 2019, 2020, 2024

Реал Мадрид
- Суперкупа на Европа (1) –  2024
- Fifa Internacional Cup (1) –  2024

### Международни
Франция
- Световно първенство по футбол: 2018[35], финалист: 2022
- Лига на нациите на УЕФА: 2021

- Европейско първенство по футбол за юноши до 19 г. – 2016

### Индивидуални
- „Златно момче“ / Golden Boy Award: (2017)
- Млад футболист на годината според Франс Футбол / Kopa Trophy: (2018)
- Златна топка – 4то място: (2018), 3то място: (2023)
- Златна обувка на Адидас за голмайстор на световното първенство по футбол: (2022)
- Сребърна топка на Адидас за вторият най-добър играч на световното първенство по футбол: (2022)
- Най-добър млад футболист на световното първенство по футбол: (2018)
- Футболист на годината на Франция: (2018, 2020, 2022)
- Футболист на годината в Лига 1: (2019, 2021, 2022, 2023)
- Млад футболист на годината в Лига 1: (2017, 2018, 2019)
- Голмайстор на Лига 1: (2019, 2020, 2021, 2022, 2023)
- Световен голмайстор според IFFHS: (2022)
- Голмайстор на Лига на нациите на УЕФА: (2021)
- Dream team на Световното първенство по футбол според феновете: (2018, 2022)
- Идеален отбор на годината на ФИФА: (2018, 2019, 2022, 2023)
- Идеален отбор на годината според Международната федерация по футболна история и статистика / IFFHS: (2018, 2021, 2022, 2023
- Идеален отбор на сезона в Шампионска лига на УЕФА: (2016/17, 2019/20, 2020/21, 2021/22)
- Идеален отбор на годината в Лига 1: (2017, 2018, 2019, 2021, 2022, 2023)
- Идеален отбор на европейско първенство за юноши до 19 г.: (2016)
- Globe Soccer Best Player of the Year: (2021)